# Edmundo Novillo Aguilar
Edmundo Novillo Aguilar (né le 28 janvier 1963 à Totora) est un avocat et un homme politique bolivien. Membre du Mouvement vers le socialisme, il est président de la Chambre des députés de 2006 à 2010, gouverneur de Cochabamba de 2010 à 2015 puis ministre de la Défense depuis 2020 sous la présidence de Luis Arce.

## Carrière politique
Sa carrière politique comprend son mandat au Conseil départemental, son élection en tant que maire de Totora et sa députation à la Chambre des députés bolivienne. Il est président de la Chambre des députés pendant quatre ans de 2006 à 2010. Il est affilié au Mouvement vers le socialisme (MAS-IPSP) et est le premier membre du MAS-IPSP à occuper un poste de président de la Chambre des députés.
Il remporte l'élection du gouverneur de Cochabamba en 2010 avec 61,9 % des voix. Il est remplacé en 2015 par Iván Canelas. Le 9 novembre 2020, le président Luis Arce, récemment investi, le nomme ministre de la Défense.